# Basilica di Santa Maria della Neve
La basilica capitolare ed insigne collegiata di Santa Maria ad Nives è la chiesa parrocchiale di Cuglieri. Il tempio domina il centro abitato dalla cima del colle Bardosu, sul quale si erge, preceduto da un panoramico piazzale.
È stato il primo edificio religioso della Sardegna a ricevere il titolo di basilica minore.

## Storia
Leggenda vuole che, nel XIV secolo, alcuni pescatori rinvennero, in località Santa Caterina di Pittinuri, una statua della Madonna con Bambino. Decisero di trasportarla, su un carro trainato da buoi, alla chiesa di Santa Silvana (oggi Santa Croce), allora parrocchiale di Cuglieri. I buoi però non si fermarono alla parrocchiale, ma proseguirono il percorso, fermandosi solamente sulla cima del colle Bardosu. Il fatto sarebbe stato interpretato come un segno, conseguentemente al quale venne elevata sul colle una chiesa dedicata alla Vergine, dove custodire il simulacro miracoloso. Tale luogo di culto è menzionato su fonti documentarie a partire dal XV secolo. I restauri che portarono all'aspetto e alle dimensioni attuali dell'edificio vennero intrapresi a partire dal XVII secolo, proseguendo nei secoli successivi, fino al primo quarto del XX secolo, con la sistemazione della facciata. La chiesa venne elevata al rango di collegiata il 26 maggio 1807, per volere di Pio VII, e ricevette il titolo di basilica minore il 9 settembre 1919, da Benedetto XV. Il 5 agosto 1893 la statua della Madonna fu solennemente incoronata, su decreto pontificio di Papa Leone XIII. L'11 settembre 1893 il Capitolo Liberiano aggregò e incorporò la chiesa cuglieritana alla Basilica Romana di Santa Maria Maggiore, con annesso il godimento di tutti i privilegi e delle indulgenze propri di detta Basilica.

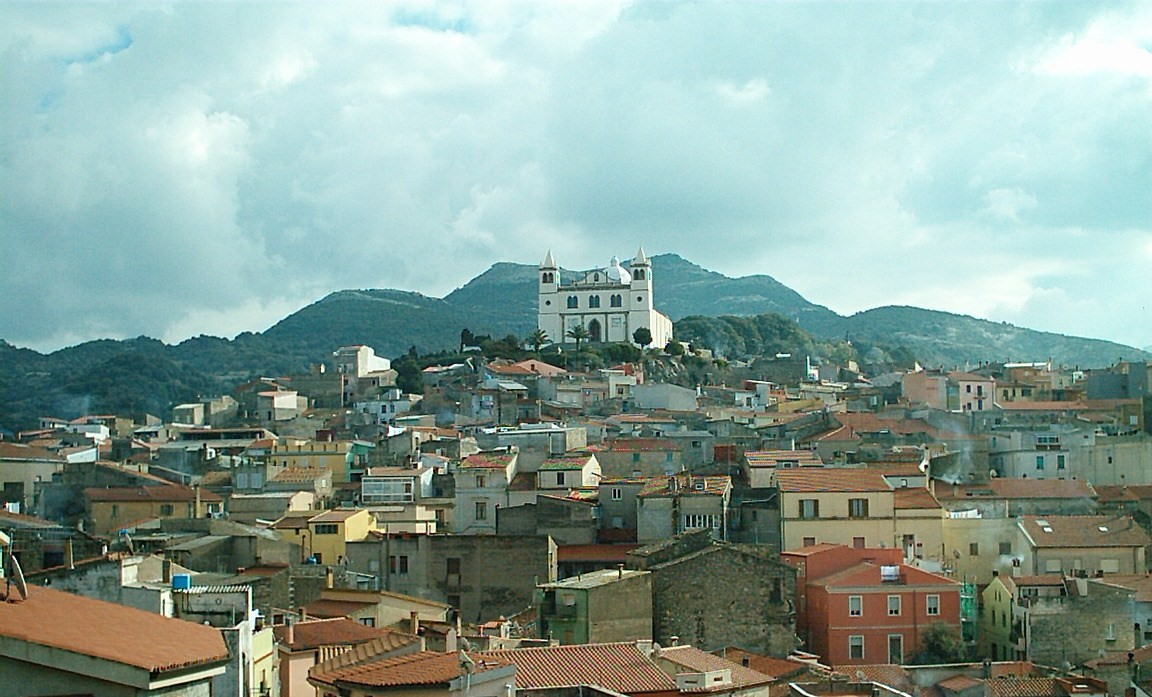
La Basilica posta sulla cima della cittadina.

## Descrizione
La facciata della basilica venne eretta tra il 1912 e il 1913, in seguito al prolungamento della navata che vide l'aggiunta di un atrio e della soprastante cantoria. Il prospetto è incorniciato da due campanili gemelli, sovrastati da guglie piramidali, e si sviluppa su due ordini, divisi da una cornice retta da paraste e capitelli compositi. L'ordine inferiore presenta al centro il portale, ad arco ogivale, affiancato da due bassorilievi marmorei ad opera dello scultore Giovanni Benvenuto da Pietrasanta, che illustrano l'arrivo del simulacro della Vergine sul colle Bardosu e il miracolo del fulmine che lasciò illeso il simulacro nel 1824. L'ordine superiore presenta tre bifore neogotiche ed è sormontato da un terrazzino, dominato dal fastigio curvilineo ornato da una nicchia, entro la quale si trova un'immagine della Madonna. La basilica è coronata da una grande cupola ottagonale. 

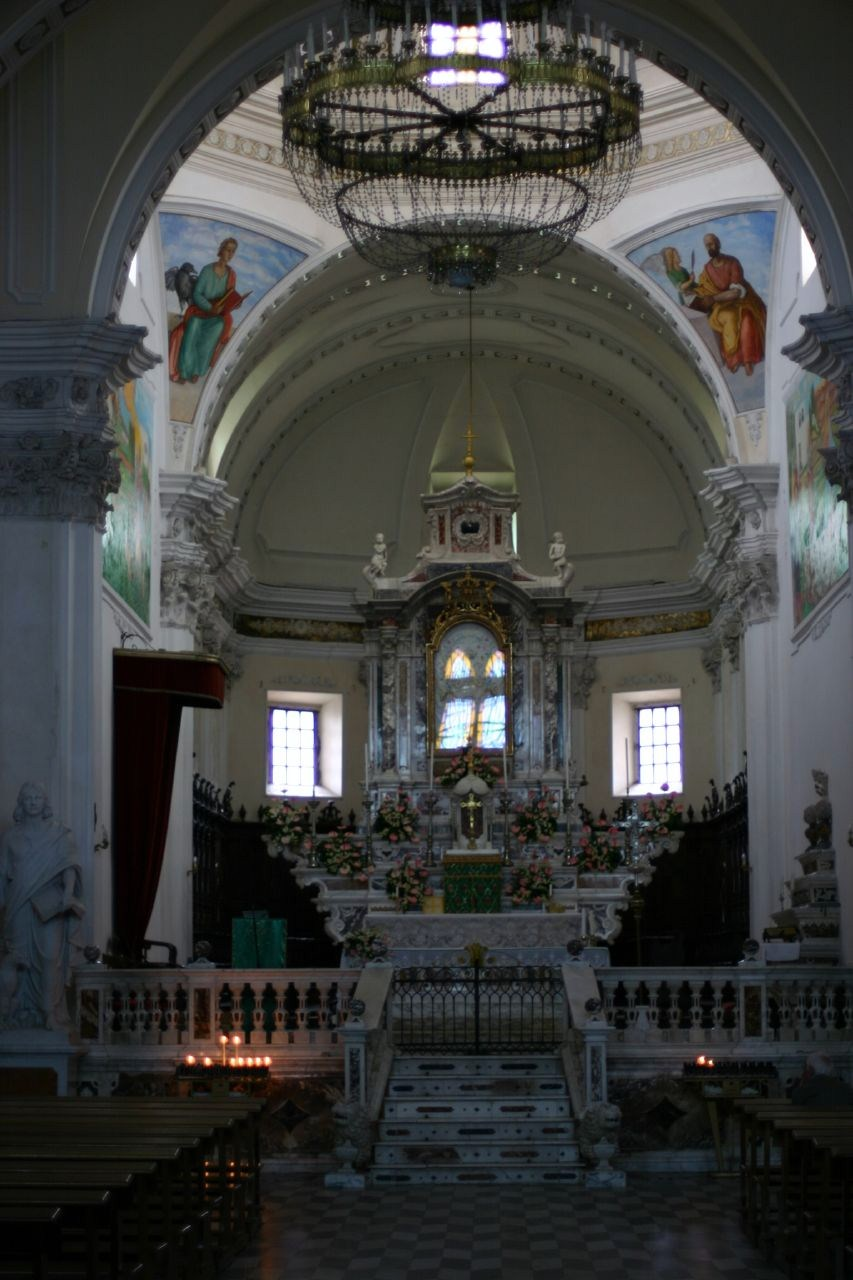
Interno della Basilica

L'interno del tempio è a navata unica, con volta a botte e quattro cappelle per lato, ornato da stucchi, diversi arredi marmorei di gusto barocco e dalle pitture realizzate dall'artista parmense Emilio Scherer (autore anche della decorazione pittorica nel duomo di Bosa), realizzate nel 1893. A metà del XX secolo la chiesa subì ingenti restauri per iniziativa dell'Arciprete Giovanni Pes, a causa dell'eccessivo deperimento degli interni e il rifacimento di ampi tratti murari che minacciavano il crollo, seguì la sostituzione delle pitture dello Scherer, con un nuovo programma decorativo ad opera del pittore cuglieritano Pietro Collu, compiuto solo in parte, nei quattro teli che decorano attualmente l'interno del tamburo della cupola raffiguranti: il Ritrovamento della Madonna sulla spiaggia di Santa Caterina di Pittinuri, l’Arrivo a Monte Bardosu, la Processione e la Madonna della Neve in trono circondata dagli illustri cuglieritani e nei due pennacchi frontali alla navata con gli Evangelisti Matteo e Giovanni. Il presbiterio, sormontato dalla cupola, è sopraelevato e chiuso da balaustra marmorea, sostenuta, ai lati della scalinata centrale, dalle statue di due leoni. Davanti alla balaustra sono invece collocate le statue marmoree dei santi Giovanni evangelista e Paolo dello scultore Giuseppe Sartorio. La profonda abside ospita l'altare maggiore, anch'esso marmoreo, in stile barocco, e un coro ligneo. Di pregio è l'antica e venerata statua della Madonna della Neve, in pietra dipinta.

## La chiesa oggi
Tra il 2001 e il 2004 la facciata principale è stata oggetto di un importante intervento di restauro. Sono state rifatte le impermeabilizzazioni e il manto di copertura in coppi sardi, è stato fatto il recupero delle bifore e delle altre parti decorative della facciata e gli intonaci esterni sono stati rifatti con l'utilizzo di malta di calce idraulica naturale.
Durante i giubilei del 2000 e 2016, la basilica è stata una delle chiese giubilari della Diocesi di Alghero-Bosa.

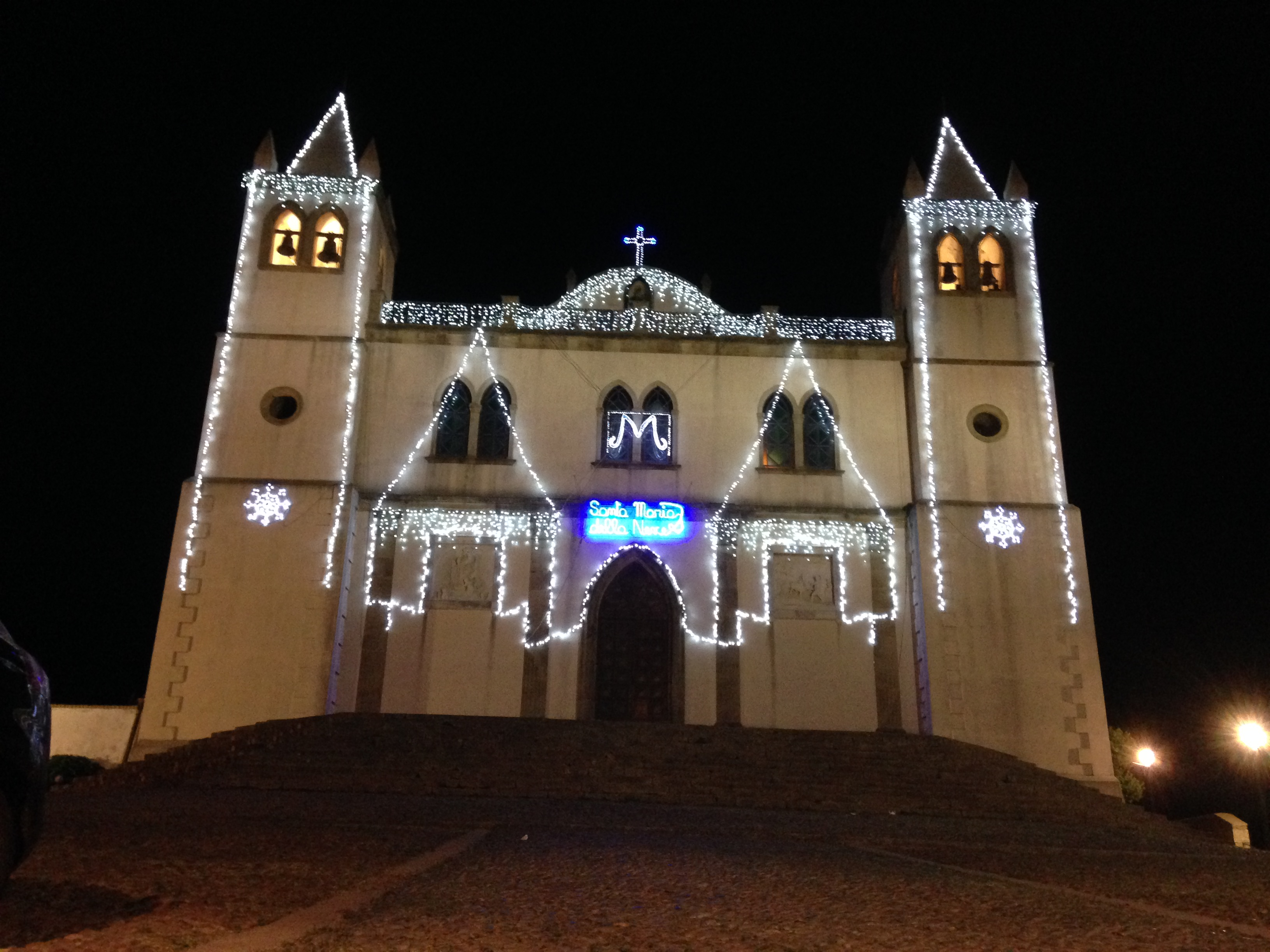
La Basilica illuminata durante i festeggiamenti alla Madonna della Neve

## Galleria d'immagini

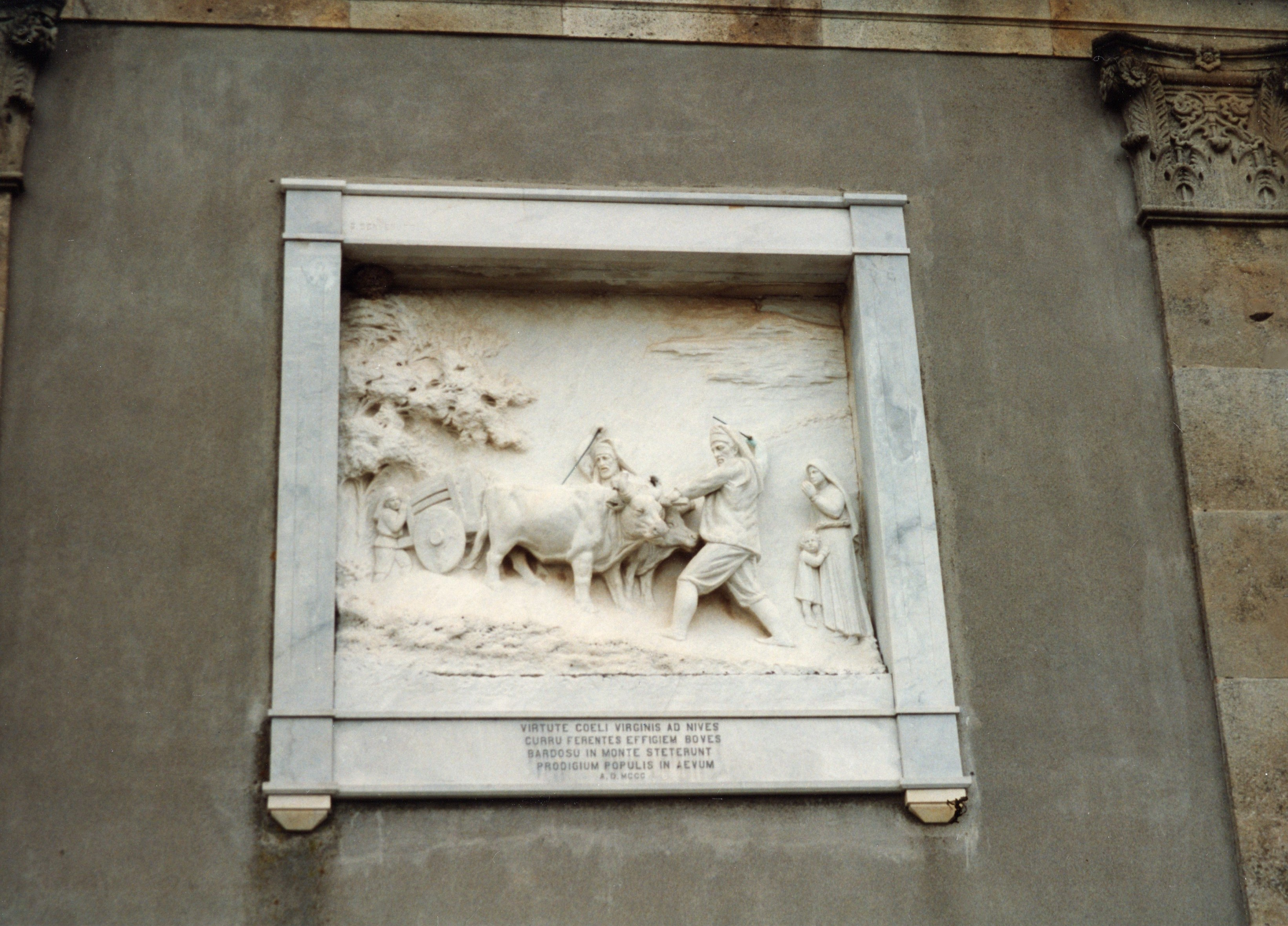
Bassorilievi marmorei
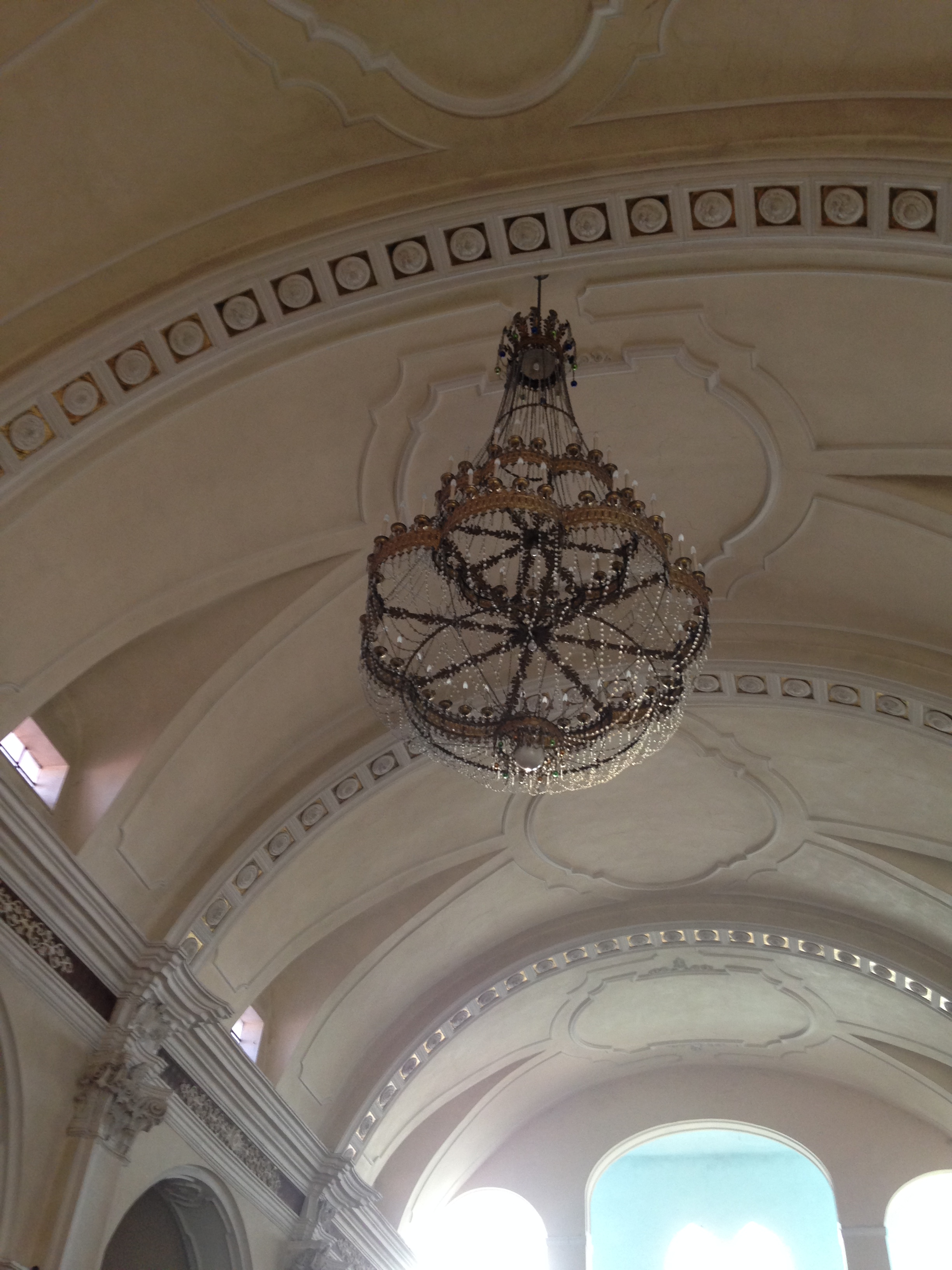
Il grande lampadario situato al centro della volta, donato nel 1914 dai cuglieritani emigrati a Buenos Aires.
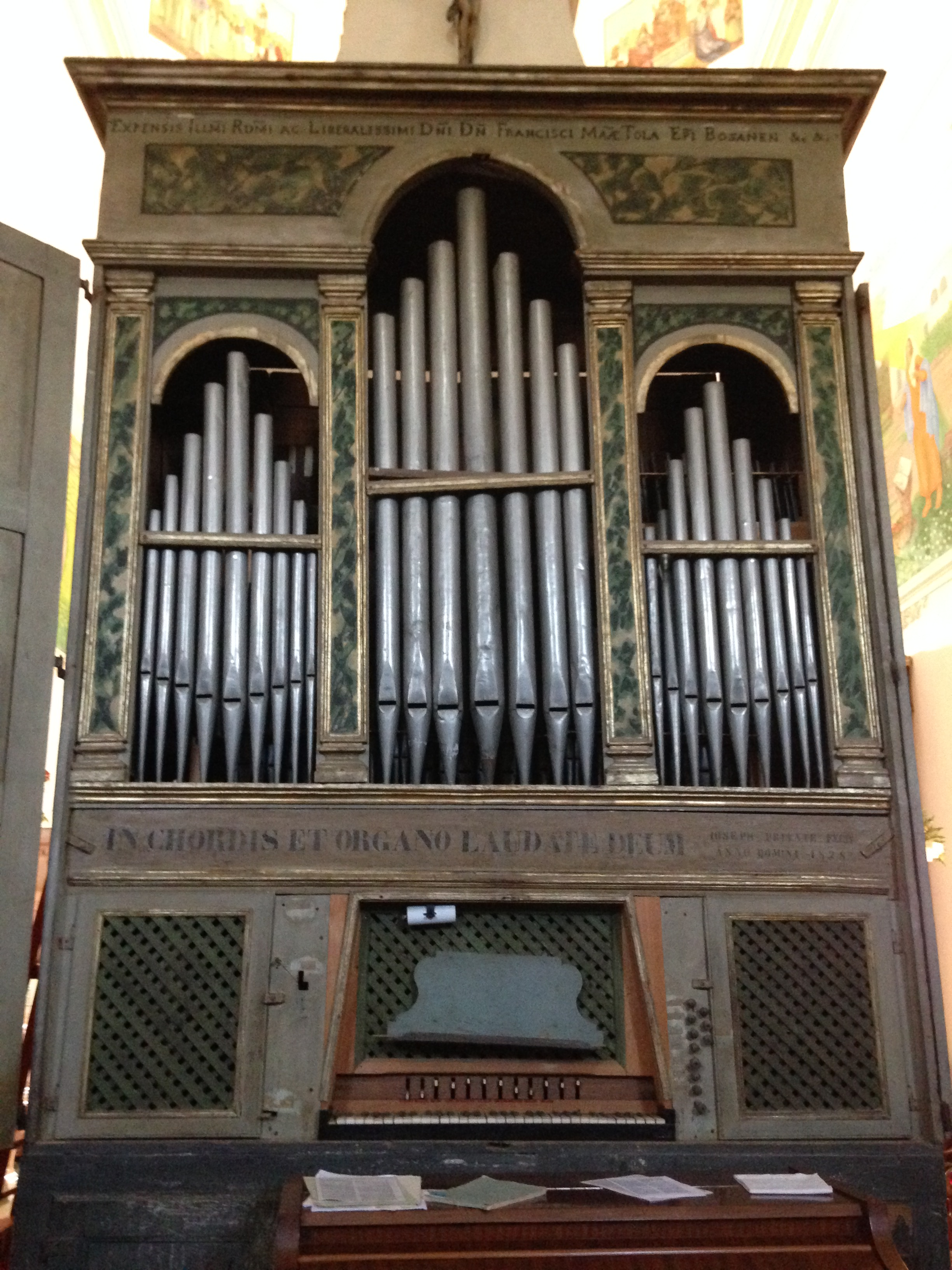
Organo del 1824.
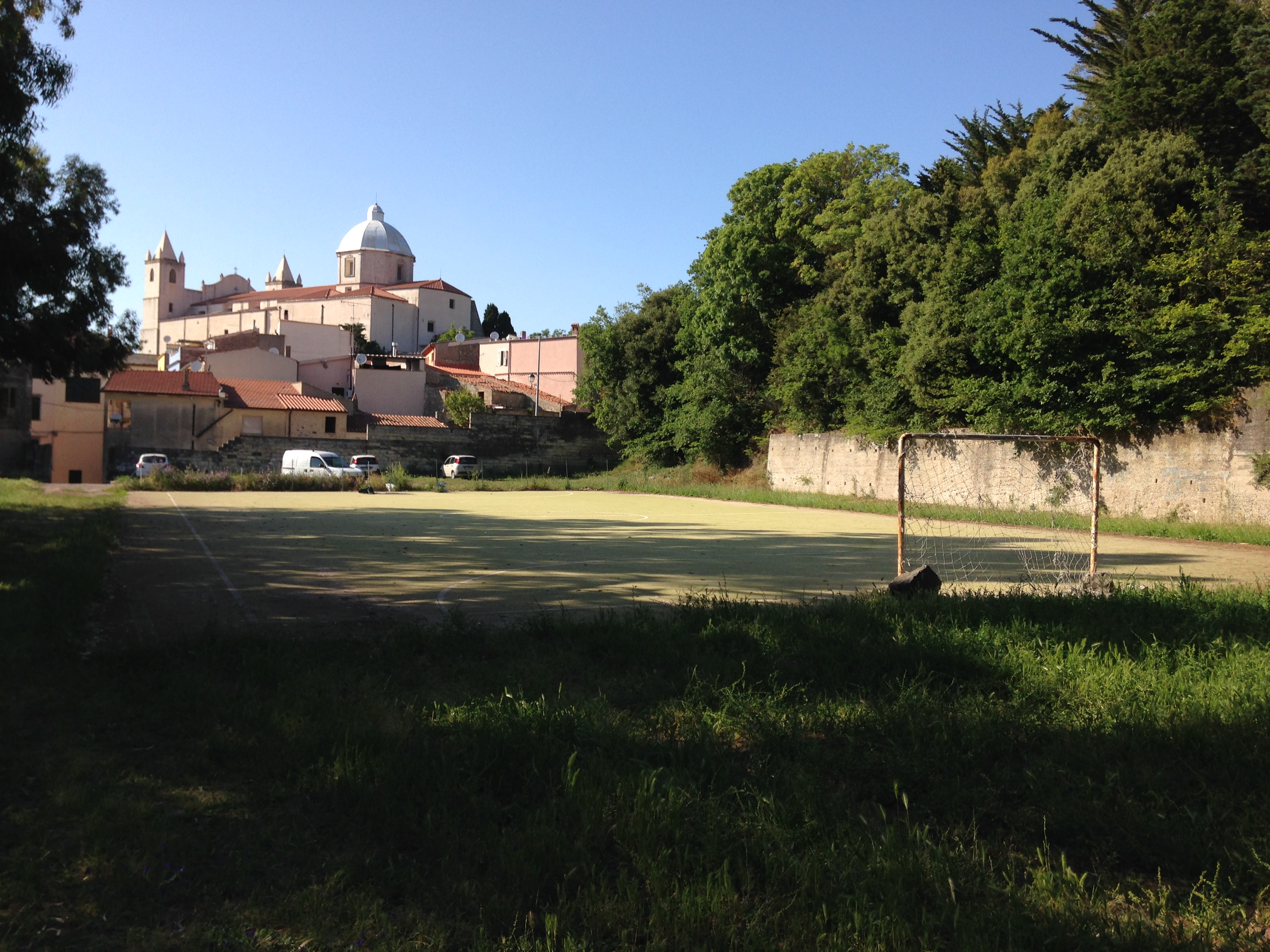
Particolare della parte posteriore della Basilica dal campetto dell'ex Seminario, si notano l'abside e la cupola.
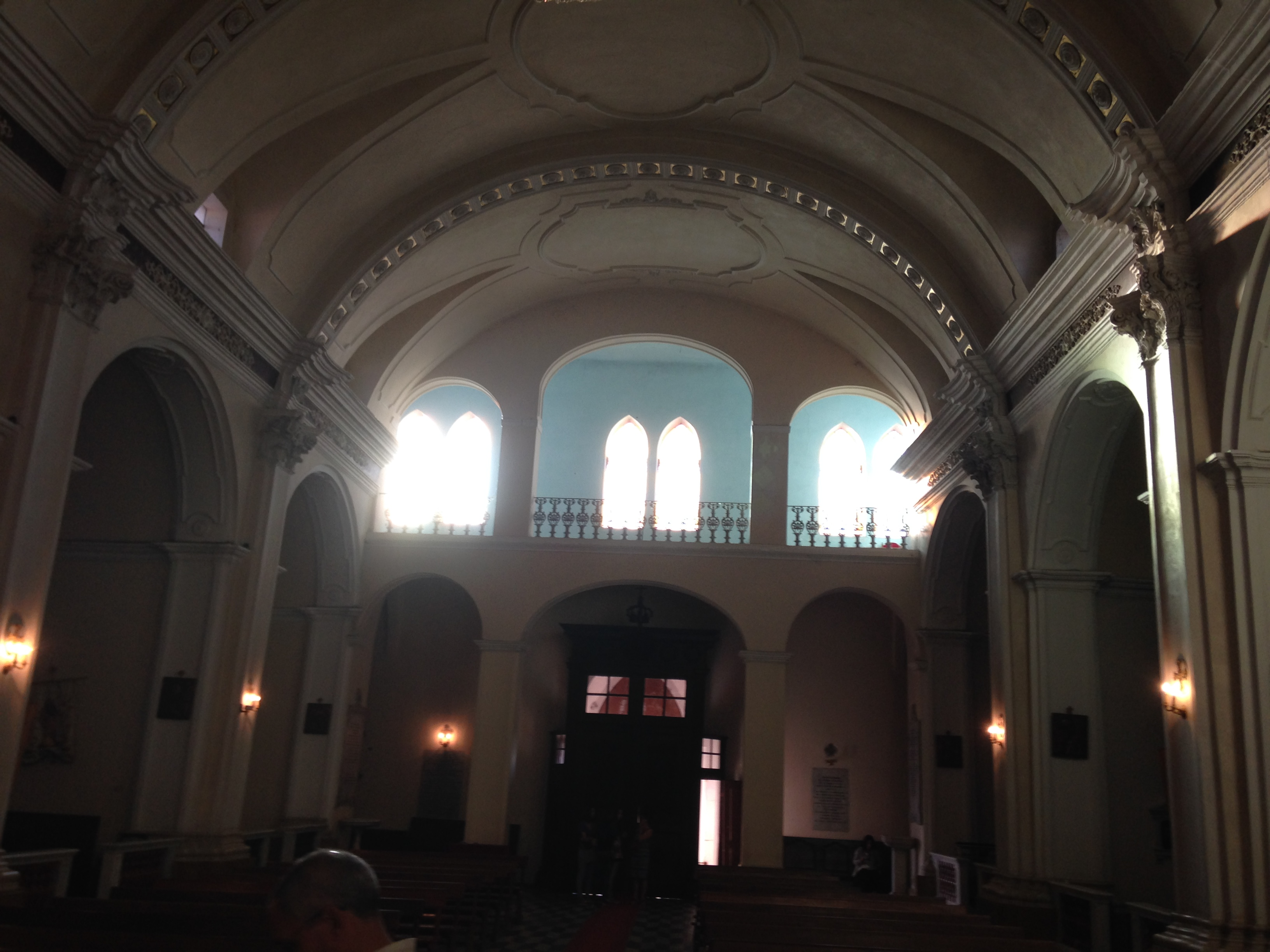
Particolare della Cantoria, delle bifore e dell'ingresso.
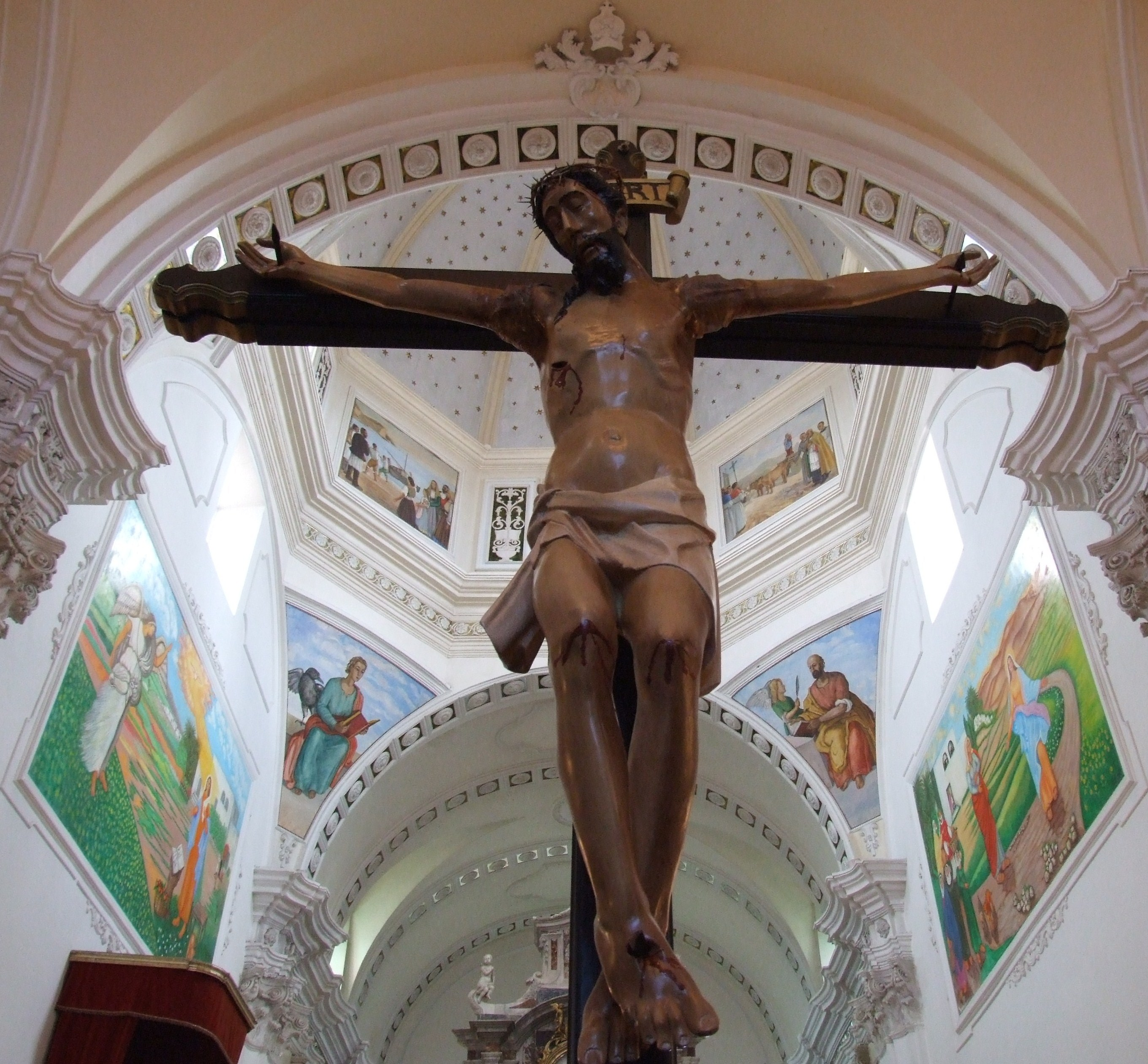
Il Cristo sulla Croce posto sul transetto di fronte all'altare maggiore durante i Riti della settimana Santa, da notare alcune tele che ornano il presbiterio e il tamburo della cupola.